# Центральный университет Хайдарабада
Центральный университет Хайдарабада или Хайдарабадский университет (телугу హైదరాబాద్ విశ్వవిద్యాలయము) — государственный исследовательский университет, расположенный в городе Хайдарабад, штат Телангана, Индия. Ректором университета по должности является губернатор штата Телангана.
Университет расположен в районе Гачибаули, занимая 2300 с лишним гектаров. Кампус богат флорой и фауной, на его территории произрастают более чем 734 цветочных растений и обитают 10 видов млекопитающих, 15 видов рептилий и 159 видов птиц.
Был создан в 1974 году в рамках «Формулы шести пунктов» 1973 года.
Первым проректором с 1974 по 1979 год был химик-органик из Индуистского университета Бенареса Гурбахш Сингх, а первым ректором — Б. Д. Джатти.
Университет неизменно входит в число десяти крупнейших индийских университетов, особенно в научных исследованиях. В январе 2015 года Университет Хайдарабада получил Visitor’s Award за лучший центральный университет в Индии, вручаемую президентом страны.

## Образовательный процесс
Университет является, прежде всего, исследовательским университетом для аспирантов. Он проводит собственные вступительные экзамены для всех курсов каждый год в течение февраля и интервью в мае. Учебный год начинается в середине июля и заканчивается в начале мая. Около 90% студентов живут в кампусе. Магистерская программа, как правило, рассчитана на 2 года, а программа магистра философии и доктора философии — на 18 месяцев и 5 лет соответственно. Университет придерживается сплошной системы оценок: 40 % баллов студенты получают за выполнение заданий в течение семестра и 60% на итоговых экзаменах. Шкала оценок — десятибалльная. Лучшие аспиранты награждаются медалями.

## Рейтинги
Университет входит в топ-10 университетов страны.
University Grants Commission признала Хаайдарабадский университет «Университетом высокого качества».
QS World University Rankings включил его в свой рейтинг его кафедру английского языка (место 201—250) и химическую школу (место 301—400),
и отвёл 29 место среди лучших высших учебных заведений БРИКС в 2013 году.
Careers360 поставил его на 15 место в рейтинге 100 лучших университетов Индии 2014 года,
а также назвал лучшим в Южной Индии.
Журнал Times Higher Education поставил его на последнее место в топ-10 институтов Индии.
В списке 50 институтов Индии, составленном India Today, Хайдарабадский университет занимает 7 место.